# Serra del Solà (Riner)
La Serra del Solà és una serra situada al municipi de Riner (Solsonès), amb una elevació màxima de 752 metres. Està situada a ponent de la masia del Solà.